# 衛星単一通信可搬局装置 JMRC-C4
衛星単一通信可搬局装置 JMRC-C4（えいせいたんいつつうしんかはんきょくそうち ジェイエムアールシーシーフォー）は、陸上自衛隊の通信システムの一つである。
主にシステム通信科に配備され、方面隊および師団・旅団などの上級部隊において衛星を中継した音声、データ通信に使用する。装置の上面にはパラボラアンテナが装備されており、高機動車に搭載して運用される。TASCOM-Xと通称される。

## 諸元
- 周波数：Xバンド
- 全長：約4,800mm
- 全幅：約2,200mm
- 全高：約4,500mm
- 重量：約1,600kg

## 製作
- 三菱電機

## 登場作品
『サマーウォーズ』
陣内家第二子・長女家の長男で陸上自衛隊に所属する陣内理一が、松本駐屯地からJMRC-C4を搭載した高機動車を借用して陣内家まで運転してくる。但し、アンテナは現実のパラボラアンテナではなく、より大容量通信が可能なミリ波(Kaバンド及びVバンド)通信用モジュールに変更されている。
『日本国召喚』
外伝2巻にて、JMRC-C4をベースに急造された架空の携帯型衛星無線機「試作衛星単一通信携帯局装置 JPRC-PC2」が登場。
車載型の原型機と比べて中隊クラスでも運用可能なほど小型化されているが、文章などの小容量データしか送受信できない、バッテリー小型化の代償として通信可能時間が極端に短い、通信時には衛星の見える範囲や角度を細かく調整する必要があるなど、全体的に試作品の域を出ていない急造品と設定されている。